# Georgette Faraboni
Georgette Faraboni (état-civil inconnu) est une danseuse et une actrice française des années 1910 et 1920.

## Biographie
On ne se sait pratiquement rien de Georgette Faraboni sinon qu'elle se produisait également dans des spectacles de danses classiques et acrobatiques avec Pierino Faraboni, un danseur originaire de Milan que la presse de l'époque qualifiait de « Nijinski italien ». 
Les liens de parenté exacts entre Georgette et Pierino Faraboni ne sont pas connus. Il en est de même avec le danseur et chorégraphe italien Oreste Faraboni (1876-1955) actif à la même époque.
Le couple de danseurs se produira jusqu'en 1925. En 1926, Georgette Faraboni ouvre un restaurant, Le Florida, au Cap-d'Ail. Pierino Faraboni continuera de monter seul sur scène au moins jusqu'en 1943.

## Filmographie
- 1910 : Le Mauvais Hôte de Louis Feuillade
- 1910 : La Faute d'un autre de Louis Feuillade
- 1910 : Le Journal d'une orpheline de Louis Feuillade
- 1910 : L'Œuvre accomplie de Louis Feuillade
- 1910 : L'Enfant disgracié de Louis Feuillade
- 1915 : Le Blason de Louis Feuillade : l'Américaine
- 1916 : Les Vampires. Ép.8 : Le Maître de la foudre de Louis Feuillade : la danseuse vampire
- 1916 : Les Vampires. Ép.10 : Les Noces sanglantes de Louis Feuillade : la danseuse vampire
- 1916 : Têtes de femmes, femmes de tête de Jacques Feyder : la princesse Orazzi[11]
- 1917 : Aubade à Sylvie, comédie dramatique en couleur de René Le Somptier : Lucy d'Orgniac[12]
- 1918 : Tih Minh, film en 12 épisodes de Louis Feuillade : la marquise Dolorès[13]
- 1919 : Notturni d'Ubaldo Pittei